# Nao Deguchi
Nao Deguchi (出口なお), née le 16 décembre 1836, à Fukuchiyama, et morte le 6 novembre 1918 à Ayabe, est la fondatrice de la secte japonaise Ōmoto. 

## Histoire
Nao Deguchi fonda le mouvement religieux Ōmoto en 1892, après avoir été « possédée » par le dieu Konjin qui selon elle lui dicta sa parole. Elle écrivit ainsi 200 000 pages de texte.